# Tonatico
Tonatico o Santa María Tonatico es una población mexicana y cabecera municipal del municipio de Tonatico. Es uno de los pueblos pintorescos más sureños del estado de México, ubicado en la Región de Tierra Caliente y ha sido asignado a categoría de Pueblo Mágico.

## Toponimia
Tonatico es el nombre oficial de la cabecera municipal, proviene del topónimo náhuatl de origen prehispánico Tonatiuhco, que significa Lugar donde está el sol, que deriva de tonatiuh sol y -co, que denota un lugar. Siendo Tonatico una localidad de origen nahua.

## Cultura
Un atractivo del pueblo es la plaza principal y la parroquia de Nuestra Señora de Tonatico, obra de la arquitectura colonial y lugar donde se festeja invariablemente del último domingo de enero al 2 de febrero de cada año.[cita requerida]